# АС-АС преобразувател
АС/АС преобразувател е силова електронна схема, която преобразува променлив ток в друг променлив ток с различни стойности на напрежение и честота.